# بوتیلتین تری‌کلرید
بوتیلتین تری‌کلرید (به انگلیسی: Butyltin trichloride) با فرمول شیمیایی C۴H۹Cl۳Sn یک ترکیب شیمیایی با شناسه پاب‌کم ۱۴۲۳۶ است؛ که جرم مولی آن ۲۸۲٫۱۸۳۲۶ g/mol می‌باشد.